# Croisy-sur-Andelle
Croisy-sur-Andelle is een gemeente in het Franse departement Seine-Maritime (regio Normandië) en telt 523 inwoners (2004). De plaats maakt deel uit van het arrondissement Dieppe.

## Geografie
De oppervlakte van Croisy-sur-Andelle bedraagt 3,8 km², de bevolkingsdichtheid is 137,6 inwoners per km².
De onderstaande kaart toont de ligging van Croisy-sur-Andelle met de belangrijkste infrastructuur en aangrenzende gemeenten.

## Demografie
Onderstaande figuur toont het verloop van het inwonertal (bron: INSEE-tellingen).

1. ↑  Populations de référence 2022.